# Descriollización
La descriollización es un fenómeno postulado mediante el cual, con el tiempo, una lengua criolla vuelve a converger con el lexificador del que proviene originalmente. Este concepto ha generado críticas por parte de ciertos lingüistas, quienes afirman que hay poca base empírica o teórica sobre la que postular un proceso de cambio lingüístico exclusivo de las lenguas criollas.

## Resumen
La descriollización es un proceso de cambio lingüístico que una lengua criolla puede sufrir cuando entra en contacto con su lexificador. Las lenguas, al mantenerse en contacto a lo largo del tiempo, acaban por influenciarse mutuamente, sobre todo si una goza de mayor prestigio lingüístico. En el contexto de las lenguas criollas, el lexificador suele tener mayor prestigio (aunque no siempre) y ejercerá una influencia mucho más grande sobre la criolla, que tiene menos prestigio. Esto lleva a la reintroducción en la lengua criolla de material lingüístico procedente del lexificador. La descriollización predice que, al final, la lengua criolla se parecerá tanto al lexificador, que se podrá considerar más bien un dialecto de este que una lengua en sí misma. Según Peter Trudgill, si entendemos la pidginización como un proceso de simplificación, reducción y mezcla de lenguas de substrato, y la criollización como la expansión del lenguaje para contrarrestar la reducción, dicha criollización podría contemplarse como un «ataque» tanto a la simplificación como a la mezcla.

## Críticas
La descriollización ha sido criticada por algunos lingüistas, que consideran que carece de evidencia empírica y teórica. Michel Degraff, por ejemplo, apunta que «[...] no se ha definido de forma rigurosa qué proceso estructural se invierte o qué propiedades estructurales se eliminan con este proceso de descriollización [...]. Los lingüistas históricos ajenos al ámbito de la criollística estudian los cambios del lenguaje, ya sean estos debido al contacto o no. Estos cambios constituyen un proceso que, supuestamente, están basados en mecanismos psicolingüísticos universales que no conllevan ningún proceso sui generis de (des)criollización». En otras palabras, tal como otros lingüistas han argumentado, a priori no hay ninguna razón para proponer un cambio lingüístico específico para las lenguas criollas. Además, se ha demostrado que los cambios lingüísticos resultantes del contacto entre una lengua criolla y su lexificador no siempre se producen de la forma en la que la descriollización presupone. Por ejemplo, pueden ocurrir cambios como la gramaticalización, que provoca que la lengua criolla difiera de su lexificador.

## Ejemplos

### Lenguas criollas portuguesas
Los procesos de descriollización se dieron en lenguas criollas de muy diversas regiones, desde Brasil a África, pasando por Macao y Damán, en Asia. Las lenguas criollas de Asia y América existieron en continuo con formas del portugués; cuando las zonas de Asia eran todavía provincias extranjeras de Portugal, estas lenguas criollas experimentaron un proceso de descriollización. Durante el siglo XVIII, cuando las «línguas gerais» fueron vetadas por el Marqués de Pombal, este fenómeno se repitió, extendiéndose durante casi un siglo después de que aconteciera la independencia de Brasil en las Américas. Donde mejor se pueden apreciar o estudiar estos antiguos procesos es en el portugués de Damán y Diu y en el patois de Macao, los cuales convergen con el portugués estándar. 
En la África posterior a la independencia, estos procesos son contemporáneos. En Cabo Verde y Guinea-Bissau, las lenguas criollas prevalecen sobre el portugués, aunque están sometidas a procesos de descriollización. Esto implica el desarrollo de lenguas criollas “suaves” en ambos países, a la vez que el continuo del poscriollo con el portugués ajeno a la criollización. En Santo Tomé y Príncipe la situación es diferente a la de Alta Guinea, ya que el portugués que no ha sufrido criollización se impone sobre las lenguas criollas. Aparte, los padres crían a sus hijos en portugués estándar, hecho que supone que las nuevas generaciones de la isla de Príncipe ni siquiera entiendan o valoren la lengua criolla autóctona.
- Datos: Q2024082